# Anne Rasmussen
Anne Rasmussen (født 14. april 1971) er en dansk erhvervskvinde og folketingsmedlem for Venstre. Hun trådte ind i Folketinget den 12. august 2021 som afløser for Tommy Ahlers, der nedlagde sit mandat.

## Baggrund & uddannelse
Anne Rasmussen er født den 14. april i 1971 i Aalborg og er opvokset i Frederikshavn.
I 1944 blev hun uddannet som boligdekoratør ved Tapetsersalen, Det Kgl. Teater. Efterfølgende har hun været selvstændig og drevet boligindretningsfirmaet Inside Homes. 
I 2010 færdiggjorde hun forsikringsuddannelsen ved Forsikringsakademiet. Efterfølgende har hun arbejdet som specialist i forsikringsbranchen, bl.a. som underwriter i Tryg Forsikring og If Forsikring. 
I 2018 startede hun på jurastudiet på Syddansk Universitet, som hun studerer på deltid. 

## Politisk karriere
Anne Rasmussen stillede op ved folketingsvalget i 2019, hvor hun med 545 personlige stemmer blev 3. stedfortræder for Venstre i Københavns Storkreds. Hun indtrådte i Folketinget, da Tommy Ahlers 11. august 2021 nedlagde sit mandat som folketingsmedlem.
Rasmussen har været medlem af Venstre siden 2002 og har bl.a. været bestyrelsesmedlem i Venstre i København, formand for kredsbestyrelsen i Venstre på Nørrebro, forretningsudvalgsmedlem for Venstre i København og formand for Venstres vælgerforening på Amager.
Den 5. oktober 2021 ved Folketingets åbning 2021 blev Rasmussen valgt som hovedstadsordører for Venstre. Hun er også næstformand for Folketingets indfødsretsudvalg. Derudover sidder hun i Folketingets Beskæftigelsesudvalg, Indenrigs- og Boligudvalget, Retsudvalget, Skatteudvalget og Udlændinge- og Integrationsudvalget. 
Rasmussen genopstiller til næste folketingsvalg for Venstre i Sundbyvesterkredsen i Københavns Storkreds, hvor hun selv er bosat. 